# Aruli (Bangladesh)
Aruli è un villaggio del Bangladesh situato nel distretto di Chandpur, divisione di Chittagong. 